# KAKADU-Prinzip
KAKADU-Prinzip ist ein Begriff aus der Suchmaschinenoptimierung. Er bezeichnet eine Linkbait-Strategie, die eng mit dem Content-Marketing verknüpft ist. Das Ziel ist es, Inhalte für die Website zu schaffen, die verlinkungswürdig sind. So entsteht ein Interesse von außen, das Backlinks kreiert.

## Begriff
KAKADU ist ein Akronym, bei dem jeder Buchstabe für einen bestimmten Inhaltstyp steht:
Kostenlose Informationen
Inhalte, die gratis angeboten werden.
Aktuelles
Neue und im Idealfall exklusive Informationen.
Künstlerisches
Kreative Medien wie Videos, Musik und Bilder
Außergewöhnliches
Inhalte, die kein anderer Anbieter hat.
Downloads
Dateien, die kostenlos zum Download angeboten werden.
Unerlaubtes
Inhalte, die mit anerkannten Normen brechen, aber nicht illegal sind.

## Anwendung
Das KAKADU-Prinzip wird beim Linkbuilding unter anderem in der Form von Linklisten, PDF-Downloads, Shareware, Online-Umfragen, E-Cards, Fotogalerien, Preisausschreiben und Online-Spielen verwendet.